# Polygrammodes grossalis
Polygrammodes grossalis là một loài bướm đêm trong họ Crambidae.